# Dłusko (powiat łobeski)
Dłusko (niem. Blankenhagen) – wieś w północno-zachodniej Polsce, położona w województwie zachodniopomorskim, w powiecie łobeskim, w gminie Węgorzyno, nad północną częścią jeziora Dłusko.
Według danych z 1 stycznia 2011 roku wieś liczyła 66 mieszkańców. 
W latach 1946–1998 miejscowość administracyjnie należała do województwa szczecińskiego.

## Zabytki
- park dworski, pozostałość po dworze[5].
- ruina barokowego kościoła z przełomu XVI i XVII w.

inne
- dworek z XIX/XX w[6].